# We Can Be Heroes
We Can Be Heroes è un film del 2020 scritto, prodotto e diretto da Robert Rodriguez.
È una pellicola di supereroi rivolta a un pubblico giovanile, sequel del film Le avventure di Sharkboy e Lavagirl in 3-D del 2005.

## Trama
Missy Moreno è la figlia di Marcus Moreno, l’ex leader degli Heroics un gruppo di supereroi, ma non possiede nemmeno un superpotere. Suo padre si è ritirato dopo la morte di sua moglie (una donna normale) e ha giurato alla figlia che non sarebbe più tornato in azione. Quando degli invasori alieni rapiscono tutti i supereroi della terra, i loro figli vengono portati al sicuro nel quartier generale e lì Missy fa la conoscenza dei figli degli altri eroi: Noodles, figlio di Invisi Girl, con il potere di allungarsi; A Capella, figlia di Ms. Vox, con il potere di estendere la sua voce che si attiva quando canta; Slo-Mo, figlio di Blinding Fast, che nonostante sia veloce si muove lentamente perché bloccato nella curvatura spazio-tempo; i gemelli Rewind e Fast Forward, figli di Crimson Legend e Red Lightning Fury, con i poteri di andare avanti veloce o veloce indietro di pochi secondi; Facemaker, figlio di Crushing Low, con la capacità di cambiare sia la faccia che le parti del corpo; Wild Card, figlio di Techno, il solo ad avere tutti i poteri esistenti ma incapace ad attivarli; Guppy, figlia di Sharkboy e Lavagirl, con la forza da squalo - ereditata dal padre - e il potere di manipolare l'acqua, potere opposto della madre; e Wheels, figlio di Miracle Guy nonché il più intelligente del gruppo, che guida una sedia a rotelle tecnologica poiché avendo i muscoli molto forti il corpo non riesce a sostenerlo. Insieme a tutti loro è presente anche Ojo, una bambina che si esprime disegnando, le cui espressioni sono una visualizzazione del futuro.
Con l'avvicinarsi dell'invasione Ms. Granada, capo dell'organizzazione, ordina che i ragazzi non lascino il quartier generale. Missy, però, non intende starsene con le mani in mano e sostenuta dal resto dei ragazzi organizzano la loro fuga dall'edificio usando al meglio ognuno i loro poteri (Ojo ha infatti previsto un attacco alieno). Una volta fuori, Missy li conduce a casa di sua nonna e madre di Marcus, Anita Moreno, un tempo addestratrice di eroi, e insegna ai ragazzi ad andare oltre le loro capacità e a lavorare come una squadra. Una delle astronavi aliene atterra nei pressi della casa: i ragazzi riescono a scappare, mentre Nina si fa catturare per permettere loro di salvarsi, rubare una delle navette con cui salgono a bordo dell'astronave madre. Lì i ragazzi scoprono che il presidente americano e Ms. Granada sono in realtà alieni che riescono a catturarli e a rinchiuderli in una delle prigioni dell'aeronave. Nina, intanto, rinchiusa con gli eroi, li rimprovera per la loro spavalderia e mancanza di lavoro di squadra. Missy riesce a usare le sue doti di leader, e usando le lacrime di tutti fa creare a Guppy una chiave d'acqua e a scappare. Durante la corsa verso la sala centrale per impedire l'attivarsi dell'operazione Avvicendamento, Wild Card si separa dal gruppo insieme a Facemaker; il gruppo raggiunge la sala con l'arma dell'Avvicinamento, ma vengono traditi da Ojo che, oltre a saper parlare si rivela un'aliena e una spia, ma in realtà Missy l'aveva scoperto (dettaglio notato in uno dei suoi disegni) e chiesto Wild Card di aiutarla affinché il loro piano riuscisse. Facemaker viene catturato fingendosi l'amico che giunge alla sala comandi, e da questa strategia, il ragazzo acquista fiducia in se stesso, cosa che gli ha permesso di sbloccare i suoi poteri, e immobilizza Ms. Granada e i suoi uomini. Intanto, Ojo, che si rivelerà in grado di dar vita ai suoi disegni, attacca i ragazzi che riescono ad avere la meglio e a sabotare l'arma, ma con grande sorpresa, si rivelerà la prigione dove sono rinchiusi i genitori. Ojo, la quale si rivelerà essere il capo degli alieni (spiegando che nel loro mondo comandano i bambini), ha organizzato tutto questo per testare Missy e gli altri e l'Avvicinamento, in realtà, è un rito di passaggio, spiegando che ora lei e i suoi amici non solo meritano di essere eroi, ma avranno anche il compito di proteggere la galassia.

## Distribuzione
Il film è stato distribuito il 25 dicembre 2020 sulla piattaforma Netflix che ha sostituito la distribuzione nelle sale cinematografiche a causa della pandemia di Covid-19.